# Robbie Brady
Robert "Robbie" Brady, född 14 januari 1992 i Dublin, är en irländsk fotbollsspelare som spelar som yttermittfältare för Preston North End. Han har representerat Irlands U17-, U19-, U21-landslag och herrlandslaget.

## Klubbkarriär
Brady blev utlånad av Manchester United till Hull City från den 19 juli 2011 till den 31 december. Han gjorde debut för Hull City den 5 augusti 2011 i en 0-1 förlust mot Blackpool. Han gjorde sitt första mål för Hull City den 27 augusti 2011 då Hull City slog Reading med 1-0. Bradys lån förlängdes den 5 januari 2012 fram till slutet av säsongen 2011/2012.
Robbie gjorde debut i Manchester Uniteds A-lag den 18 juli 2012 då han fick en plats i startelvan i Uniteds första försäsongsmatch mot AmaZulu i Sydafrika.
Den 31 januari 2017 värvades Brady av Burnley, där han skrev på ett 3,5-årskontrakt. Den 27 maj 2021 meddelade Burnley att Brady skulle lämna klubben i samband med att hans kontrakt gick ut följande månad.
Den 18 oktober 2021 gick Brady på fri transfer till AFC Bournemouth, där han skrev på ett kontrakt till sommaren 2022. Den 4 juli 2022 värvades Brady av Preston North End, där han skrev på ett ettårskontrakt. I juni 2023 förlängde Brady sitt kontrakt med två år.

## Landslagskarriär
I Irlands U21-landslag gjorde Brady två mål i en vänskapsmatch mot Österrike. Han gjorde också mål i kvalen till U21-EM 2013 mot Ungern och Liechtenstein.